# Antimatter
Antimatter est un groupe de rock gothique britannique, originaire de Liverpool, en Angleterre. Il est formé par Duncan Patterson et Mick Moss en 1998.

## Biographie

### Débuts
Originaire de Liverpool, Antimatter est formé par Duncan Patterson, ancien membre d'Anathema), et Mick Moss. Ensemble, Patterson et Moss sortent trois albums : Saviour, Lights Out et Planetary Confinement. Les deux premiers albums sont un mélange de mélodies vocales féminines et de sombres parties électroniques, formant une sorte de dark wave oscillant entre rock gothique et trip hop. 
Signés au label Icon Records en septembre 2000, ils entrent aux Academy Studios, à Dewsbury, pour enregistrer leur premier album, Saviour. Patterson contribue aux morceaux Holocaust, God Is Coming, Flowers et Going Nowhere, et Moss à Saviour, Over Your Shoulder, Psalms, Angelic et The Last Laugh. En 2001, le groupe est récompensé par le magazine Psycho! dans les catégories « album de l'année » et « meilleur nouveau groupe de l'année ». 
En 2002, Saviour est distribué à l'international par les labels Prophecy Productions en Europe et The End Records en Amérique du Nord. À la fin 2002, Moss publie sur Internet l'EP cinq titres en téléchargement libre A Dream for the Blind.

### Planetary Confinement
L'album suivant, Planetary Confinement (2005), se démarque par un son plus acoustique et épuré. Juste après la sortie de ce dernier, Patterson quitte le groupe pour un projet solo, Íon. Moss, alors seul maître à bord, sort le quatrième album Leaving Eden en 2007. Il abandonne encore un peu plus le côté électronique des précédents albums et donne aux guitares électriques une place bien plus importante.
En 2009, Moss lance son propre label, Music In Stone, dont la première sortie est Live@An Club d'Antimatter, enregistré l'année précédente à Athènes, en Grèce. L'album est publié en avril cette année, en même temps que la troisième tournée de réunion de Moss et Patterson. Un mois plus tard, ils jouent au festival allemand Wave-Gotik-Treffen. À l'automne 2009, le photographe et réalisateur turc Fethi Karaduman publie son clip promo du morceau Epitaph d'Antimatter (Planetary Confinement). Vers 2010, Moss annonce la sortie de deux nouveaux albums. La compilation Alternative Matter est publiée en novembre 2010.

### Fear of a Unique Identity
En 2011, leur nouvel album est annoncé sous le titre de Wide Awake in the Concrete Asylum, accompagné de démos produites la même année. En juin, Antimatter joue le Marillion Weekend de Leamington. Moss y convie plusieurs musiciens de session (passés et actuels). Antimatter rejouera de nouveau le Marillion Christmas en décembre à la Manchester Academy.  En 2012, Moss entre aux Sandhills Studios pour enregistrer le prochain album d'Antimatter, désormais rebaptisé Fear of a Unique Identity,,. En 2013, Moss tourne intensément avec le pianiste et vocaliste Vic Anselmo en Europe. En mai, il revient aux États-Unis jouer le Rock Fest Competition.

## Discographie

### Albums studio
- 2001 : Saviour
- 2003 : Lights Out
- 2005 : Planetary Confinement
- 2007 : Leaving Eden
- 2012 : Fear of a Unique Identity
- 2015 : The Judas Table
- 2018 : Black Market Enlightenment
- 2022 : A Profusion of Thought

### Singles et EP
- 2014 : Too Late
- 2016 : Welcome to the Machine

### Compilations
- 2003 : Unreleased 1998-2003
- 2010 : Alternative Matter
- 2015 : Timeline: an Introduction to Antimatter

### Albums live
- 2004 : Live@K13
- 2009 : Live@An Club
- 2017 : Live Between the Earth and Clouds